# Заболотин, Денис Николаевич
Денис Николаевич Заболо́тин (род. 18 июня 1998 года) — российский гандболист, вратарь клуба БГК «Мешков Брест» и сборной России.

## Биография и карьера игрока
Пошёл в гандбол вслед за знакомыми учениками школы, был замечен тренером, который выбрал ему место вратаря. В 2015-м году дебютировал и продолжил далее играть в команде «СКИФ». Денис поделился своими наблюдениями о подготовке к играм, для которой требовался анализ игроков, планирование, и личное трудолюбие (которое он сам считает важнейшим качеством). В 17 лет дебютировал за основную команду СКИФа, где выступал на протяжении семи сезонов. В 2017 году стал обладателем Кубка России. 
По итогам сезона 2018/19 вошёл в десятку лучших вратарей чемпионата России. В пяти розыгрышах чемпионата России (2017—2022) отражал более 30% бросков, а в 2020-м с показателем 36% отраженных бросков стал лучшим среди вратарей Суперлиги.
Перед сезоном 2022/23 перешёл в ведущий белорусский клуб БГК «Мешков Брест». Сразу стал основном вратарём БГК, помог клубу выиграть чемпионат Белоруссии. В SEHA League 2022/23 был признан лучшим игроком пятого тура групповой стадии, а также лучшим вратарём стадии плей-офф. В полуфинальном матче против «Пермских медведей» совершил рекордные в карьере 23 сейва (после 55 бросков) и помог брестчанам победить 34:33. В финале БГК обыграл минский СКА и впервые стал победителем SEHA League, а Заболотин был признан лучшим игроком Финала четырёх турнира.
Был в заявке сборной России на ЧЕ-2020. Первый матч за сборную провёл 11 января 2020 года против Венгрии.